# LaFerrari
LaFerrari je supersportovní automobil italské značky Ferrari. Je to první model Ferrari s hybridním pohonem kombinujícím spalovací motor s elektromotorem. Maximální rychlost přesáhne 350 km/h. LaFerrari je nástupcem modelu Ferrari Enzo. Poprvé bylo představeno 5. března 2013 na autosalonu v Ženevě.
Vůz v době svého uvedení stál 1,3 milionu eur, ale jeho momentální cena je mnohem vyšší. Americká společnost Naples Motorsports ho nyní nabízí za 5 milionu dolarů, což je v přepočtu něco kolem 123 milionu korun.